# Clumanc
Clumanc ist eine französische Gemeinde mit 221 Einwohnern (Stand 1. Januar 2022) im Département Alpes-de-Haute-Provence in der Region Provence-Alpes-Côte d’Azur. Sie gehört zum Arrondissement Castellane und zum Kanton Riez.

## Geografie
Die Gemeinde liegt im Tal des Flusses Asse, der hier auch Asse de Clumanc genannt wird.
Die Gemeindegemarkung umfasst neben der Hauptsiedlung auch die Weiler Fourchauchier, Bourgogne, Les Bourillons, Les Nèbles, Douroulles, Le Glion, Le Riou, Les Sauzeries, Toueste, Valaury, Laubre, Les Roux, Les Vachiers, Les Souliers, La Lèche, La Poste, Le Château, La Ville, Les Blancs, Les Pauls, Seisset, Chambaresc und Saint-Honorat. Die angrenzenden Gemeinden sind
- Tartonne im Norden,
- Lambruisse im Osten,
- Moriez im Südosten,
- Saint-Lions und Saint-Jacques im Süden,
- Chaudon-Norante im Südwesten,
- Digne-les-Bains im Nordwesten.

## Bevölkerungsentwicklung
| Jahr      | 1962 | 1968 | 1975 | 1982 | 1990 | 1999 | 2006 | 2012 |
| --------- | ---- | ---- | ---- | ---- | ---- | ---- | ---- | ---- |
| Einwohner | 199  | 177  | 135  | 137  | 156  | 154  | 172  | 186  |

## Sehenswürdigkeiten
- Schloss Clumanc, ein Monument historique
- Kirche Notre-Dame, ein Monument historique
- Tour de l’Annonciade, ein Monument historique
- Kapelle Saint-Jean du Riou
- Kapelle Saint-Honorat

Siehe auch: Liste der Monuments historiques in Clumanc

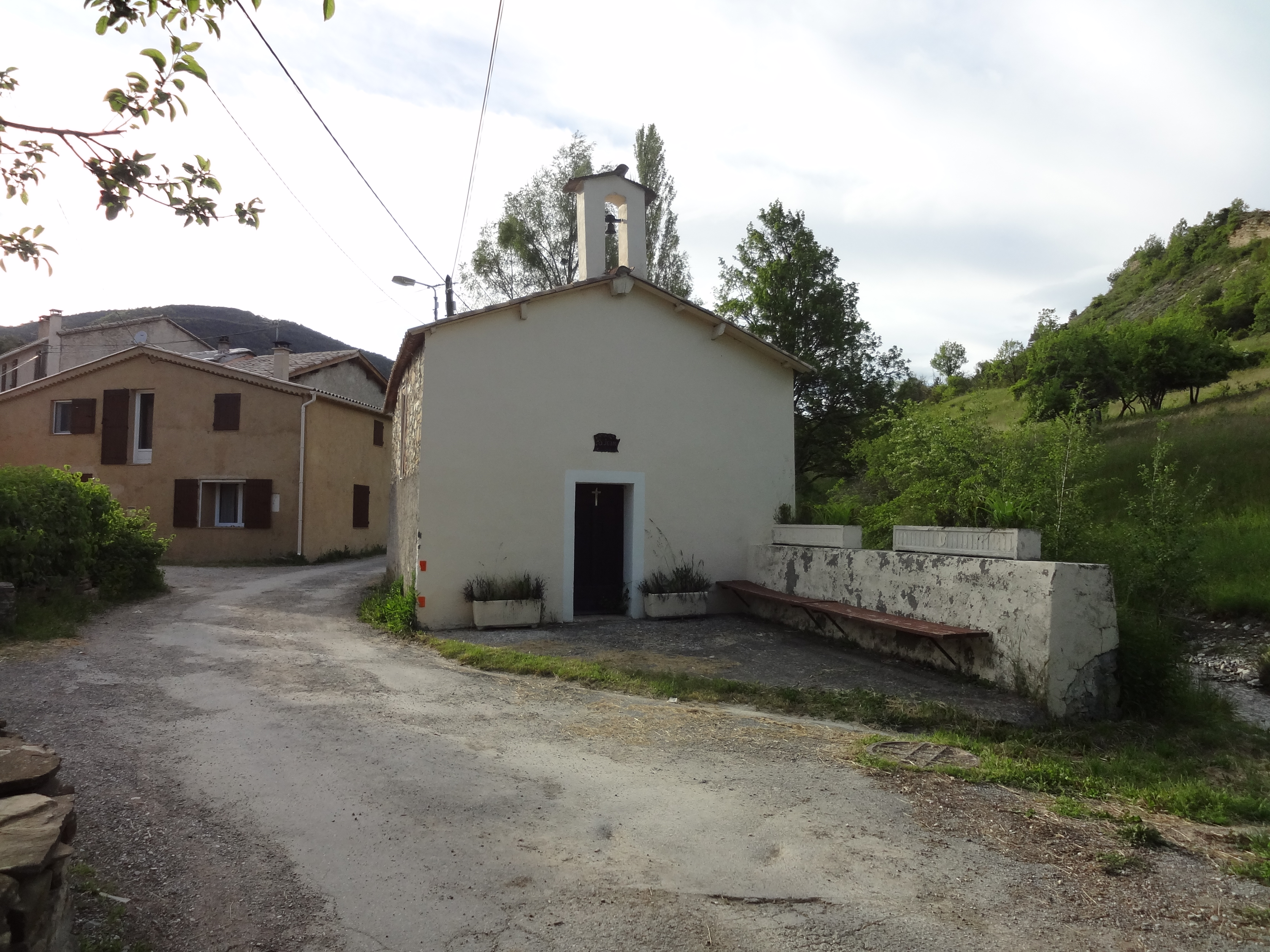
Kapelle Saint-Jean du Riou
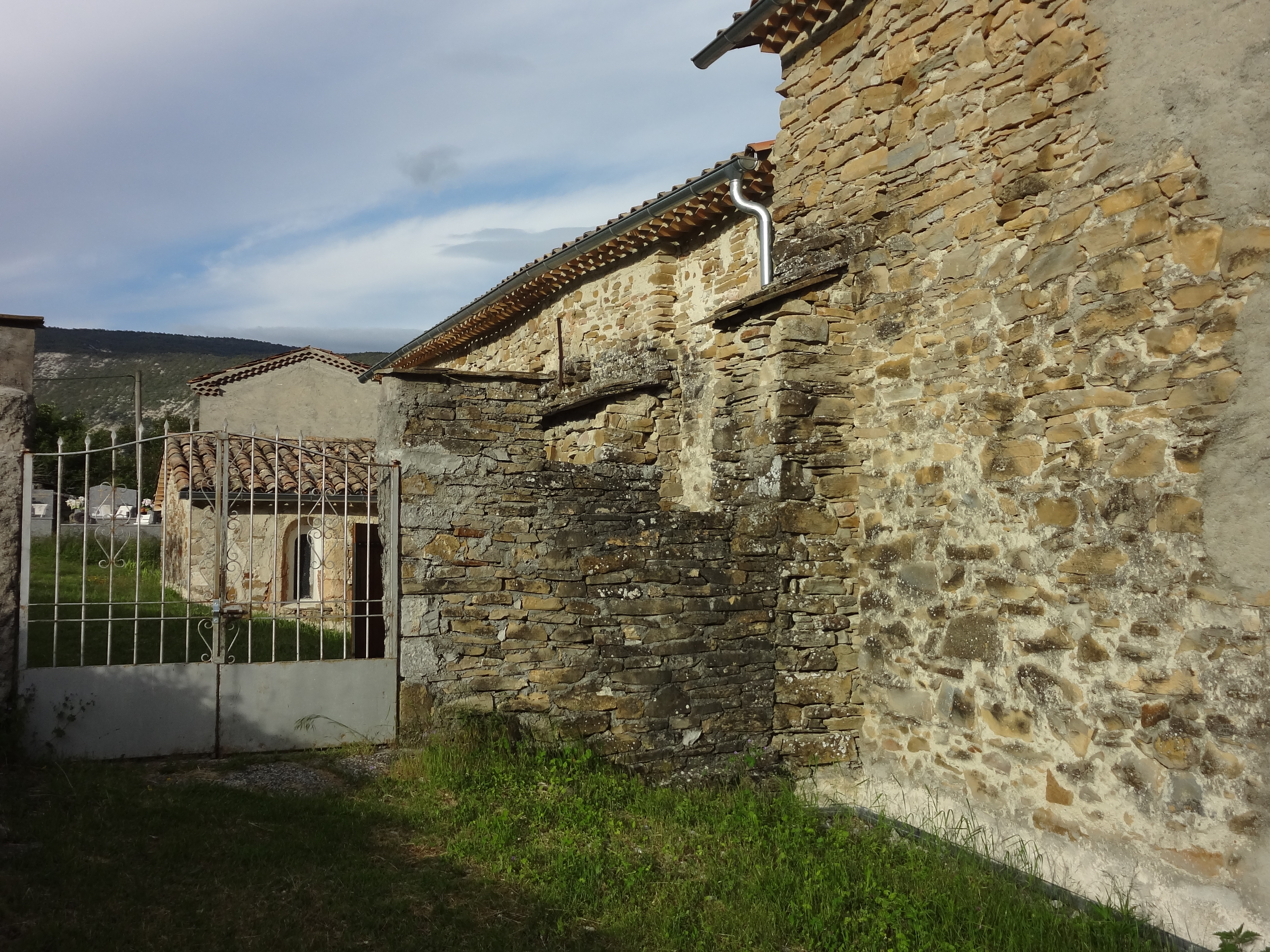
Mauerwerk der Kapelle Saint-Honorat
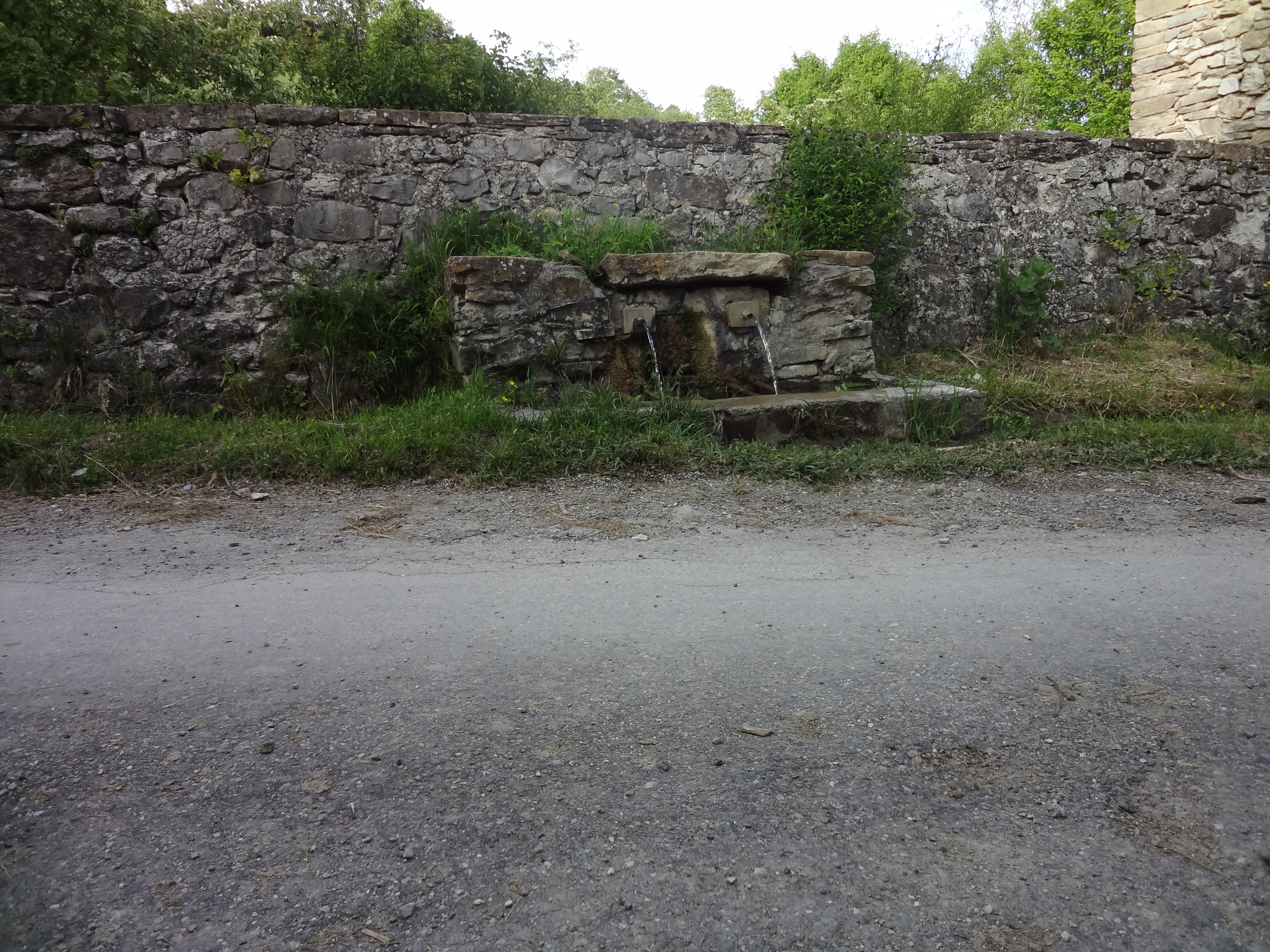
Le Riou, Dorfbrunnen
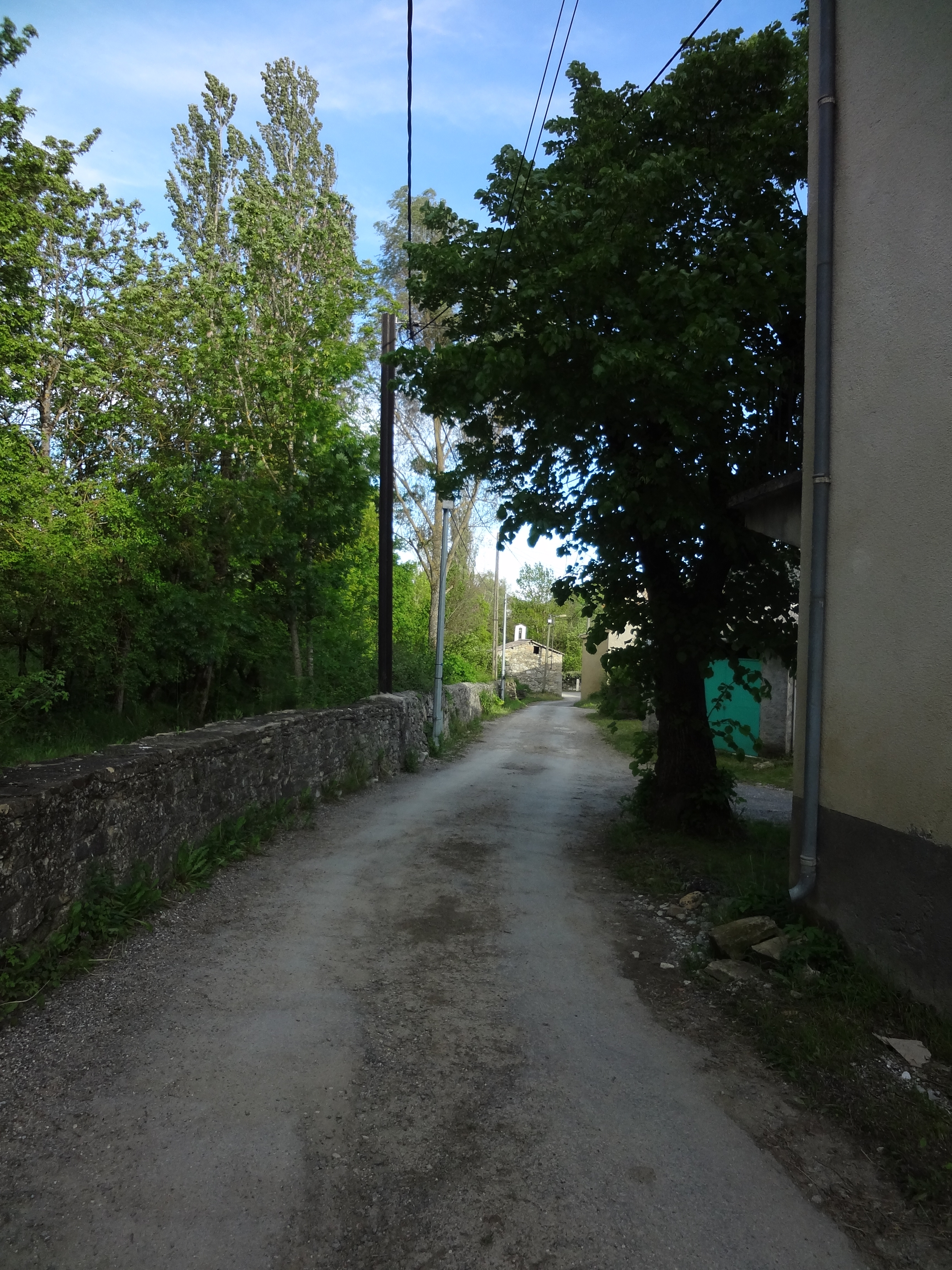
Weiler Le Riou